# Sigtrygg Gnupasson
Sigtrygg Gnupasson (tyska: Sigerich), aktiv under 900-talet, var en dansk kung under en kort tid.

## Biografi
Sigtrygg föddes son till Gnupa, tillhörande den så kallade Olofska ätten.
Det kan möjligen vara Sigtrygg Gnupasson som ledde några av striderna under hans levnadstid i Normandie.
Han dog eventuellt i Nederländerna 940.